# Johannes Pelletz
Johannes Pelletz, OFM († vor 1462) war Titularbischof von Symbalon und Weihbischof in Breslau.
Johannes Pelletz gehörte dem Orden der Franziskaner (Sächsische Provinz, Saxonia) an. Sein Theologiestudium schloss er mit dem akademischen Grad eines Baccalaureus ab. Am 1. März 1456 wurde er zum Titularbischof von Symbalon (Symbaliensis) und zum Weihbischof in Breslau ernannt. Von seinen Pontifikalhandlungen ist bekannt, dass er am 11. Dezember 1457 als Mitkonsekrator bei der Weihe des Breslauer Bischofs Jost I. von Rosenberg wirkte.